# 쿠어-아로자 철도
쿠어-아로자 철도(Chur–Arosa railway)는 래티셰 철도에서 운영하는 스위스 미터궤 철도이다. 아로자 철도(독일어: Arosabahn, Aroserbahn) 또는 아로자선(독일어: Arosalinie, Aroserlinie)이라고도 불린다. 이 노선은 1914년에 이전의 쿠어-아로자 철도(쿠어-아로자 철도, ChA)에 의해 그리종주의 수도인 쿠어와 온천 마을인 아로자를 연결하기 위해 건설되었다. 1942년부터 래티셰 철도의 네트워크에 통합되었다. 이전 회사의 이름도 여전히 노선의 이름으로 사용된다.

## 경로
지선은 아로자 행 열차가 각각 외부 플랫폼에 인접한 트랙 1과 2를 사용하는 쿠어역 앞마당에서 시작된다. 철도 트랙은 란트콰르트–투지스 철도에 연결되지만, 이것은 란트콰르트 주요 작업장을 오가는 차량의 이동에만 사용된다.
철도는 처음에 두 개의 선로로 쿠어의 도시 지역을 가로지른다. 이 구간은 트램웨이와 유사하며 홈이 있는 레일로 구성되어 있다. 한 지점에서 선이 원형 교차로를 가로질러 간다. 약 0.5km 후에는 그라벤스트라세를 건너기 전에 단일 선로가 된다. 잠시 후, 플레주어의 오른쪽 제방에 도달하고 조금 후에 역사적인 중심지 근처의 쿠어 알트슈타트에 도달한다. 이 역은 현재 정류장으로 분류된 유일한 역이다. 쿠어를 떠나기 얼마 전에 모래 창고와 작업장은 모래 교외의 왼쪽에 있다. 오늘날에는 선로 건설 회사의 차량을 보관하는 데 사용되지만, 일부는 여전히 횡단 루프로 사용할 수 있다.
이 노선은 약 1.6km 후에 도로를 떠난다. 몇 백 미터 동안 이 노선은 현재 비뇰레스 철도의 도로 오른쪽으로 가다가 2001년에 버려진 쿠어-자살의 이전 종점에 도달할 때까지 이어진다. 그 직후 이 노선은 철도는 샨피그 계곡을 올라가는 산악 철도처럼 도로와 완전히 독립적으로 운행된다.
나머지 라인에는 총 41개의 다리, 19개의 터널 및 12개의 눈사태 보호 갤러리를 포함하여 많은 토목 공학 구조물이 포함되어 있다. 가장 큰 구조물은 랑비저 고가교, 그륀트지토벨 고가교 (둘 다 랑비스의 이전 시정촌 영토에 있음) 및 칼프라이젠과 카스티엘 사이의 카스티엘러토벨 고가교이다. 가장 긴 터널은 399m 길이의 뤼에너 뤼페 터널이다.
전체 길이에 걸쳐 이 라인은 총 1,155m의 수직을 오르고 플레주어를 한 번, 샨피거스트라세(샨피그 도로)를 세 번 교차한다. 뤼엔-카스티엘, 장크트페터-몰리니스, 파이스트, 랑비스 및 리치뤼티의 5개 중간역은 노선이 쿠어에서 25.681km 떨어진 오버제(상부호수)의 아루자 종점에 도달하기 전에 제공된다. 운터작스 및 하스펠그루베에는 두 개의 추가 교차 루프가 있다.

## 운행
기차는 여행을 완료하는 데 1시간 이상 걸린다. 리치뤼티 및 랑비스를 제외한 모든 중간역은 요청 정류장이다. 레기오 서비스는 1시간마다 실행되며 3세트가 필요하다. 그들은 뤼엔-카스티엘과 리치뤼티에서 교차할 예정이다.
레기오 열차 외에도 모든 중간 정류장을 운행하지 않는 두 개의 추가 레기오익스프레스 쌍이 겨울철에 운행된다. 여름 시즌에는 두 쌍의 지역 서비스가 운영된다. 여기에는 날씨가 좋을 때 열리는 여름 자동차가 포함된다.
화물열차는 노선에 화물운송을 위한 전용 도로가 할당되어 있으나 화물열차는 반드시 필요한 경우에만 운행한다. 일반적으로 화물 마차는 여객 열차에 부착된다.
최근 몇 년 동안 여객 교통량은 연간 약 400,000회에 달했다. 아로자 철도는 주로 목재, 자갈, 모래 및 시멘트 형태의 화물을 연간 50,000톤 이상 운송한다.